# Туфлі із золотими пряжками
«Туфлі із золотими пряжками» (рос. «Туфли с золотыми пряжками») — український радянський художній фільм 1976 року режисера Георгія Юнгвальд-Хилькевича.

## Сюжет
Музичний телефільм за мотивами російських народних казок.

## У ролях
- Володимир Герасимов — Іванушка
- Ірина Малишева — царівна Мар'юшка
- Лев Дуров — Цар
- Олег Бєлов — рудий розбійник
- Георгій Штиль — чорний розбійник
- Ігор Дмитрієв — заморський детектив
- Всеволод Якут — заморський детектив
- Володимир Старостін — Тимоня-скоморох
- Віра Кузнєцова — царська нянька
- Юрій Медведєв
- Георгій Светлані
- Павло Винник
- Олександр Хочинський
- Олена Папанова
- Наталія Горленко
- Петро Бенюк
- Юрій Еллер

## Творча група
- Сценарист: Кім Мєшков
- Режисер-постановник: Георгій Юнгвальд-Хилькевич
- Оператор-постановник: Олександр Полинніков
- Художники-постановники: Лариса Токарєва, Марк Коник
- Композитори: Сергій Сапожников, Євген Філіппов
- Балетмейстери: Наталія Риженко, Віктор Смирнов-Голованов
- Режисер: Іван Горобець
- Звукооператор: Едуард Гончаренко
- Художники по гриму: Павло Орленко, А. Ситчикова
- Художники по костюмах: Л. Задорожна, Н. Шевченко
- Оператор: М. Народицький
- Художник-декоратор: А. Дьяченко
- Комбіновані зйомки: оператор — Сергій Лилов, художник — О. Єрошенкова
- Режисер монтажу: Тамара Прокопенко
- Автор текстів пісень ((рос.) «Шелкова трава», «Тихая протяжная», «Чудеса», «Отчего мне снятся свадьбы»): Ілля Рєзнік
- У фільмі співають: Віктор Кривонос, Наталія Горленко, Олександр Хочинський, Лідія Кондратьєва, Георгій Светлані, Олена Дріацька)
- Редактори: З. Єргалієва, Євгенія Рудих
- Директор картини: М. Бялий